# Luis Silverio
Luis Pascual Silverio Delmonte (nacido el 23 de octubre de 1956 en Villa González) es un ex jardinero izquierdo dominicano que jugó en las Grandes Ligas de Béisbol. Fue firmado el 12 de noviembre de 1974 por los Kansas City Royals, jugando ocho partidos con los Reales en  septiembre de 1978.
Silverio se desempeñó como técnico en el sistema de ligas menores de los Reales de 1983 a 1989. Fue gerente general de la Dominican Summer Royals minor league desde 1990 hasta 1992, coordinador de operaciones en América Latina desde 1993 hasta 1999, coordinador de operación dominicana desde 2000 a 2002, y coordinador de desarrollo de jugadores en el período 2009-2010. Su hija, Jennifer, está casada con el ex shortstop de Grandes Ligas, Ángel Berroa.
Luis está casado con Yenny de Silverio tiene cuatro hijos, dos hembras y dos varones. Luis vive en Kansas City. El hijo mayor de Luis fue parte del programa KC Colts Baseball dirigido por Tony Caldarella quien ganó el título estatal USSSA del Estado de Missouri en  2007.
En noviembre de 2010, fue nombrado técnico de primera base, de outfield y de baserunning por los Piratas de Pittsburgh para la temporada de 2011.